# Milan Kováč
Milan Kováč (ur. 19 września 1967) – słowacki religioznawca, specjalista od religii i kultury Majów. Założyciel i kierownik Katedry Religioznawstwa Porównawczego na Wydziale Filozoficznym Uniwersytetu Komeńskiego.

## Życiorys
W okresie komunizmu nie mógł podjąć studiów, zarabiał na życie jako robotnik. Po zmianie ustroju wstąpił na Wydział Filozoficzny Uniwersytetu Komeńskiego w Bratysławie, gdzie studiował filozofię, historię, a także nowo założony kierunek – religioznawstwo. Jeszcze w trakcie studiów został asystentem. Studia doktoranckie ukończył na tym samym wydziale. Od 2002 roku docent. W 2011 roku mianowany profesorem.
W latach 1999–2008 odbył szereg pobytów badawczych u Lakandonów w Meksyku, studiując ich język, mitologię i rytuały.

## Twórczość
- Lacadónci – poslední praví Mayovia (wraz z Tatianą Podolinską, Bratislava, 2001)
- Slnko jaguára – Náboženský svet Olmékov, Mayov a Aztékov (Bratislava, 2002)

Przekłady
- Správa o veciach na Yucatáne, ktorú napísal brat Diego de Landa z rádu sv. Františka roku Pána 1566 (Slovenský archeologický a historický inštitút, Bratislava, 2010)